# Fritz Voigt
Johann Friedrich "Fritz" Voigt, född 10 augusti 1911 i Nürnberg, Tyskland, död 21 september 2006 i Östertälje, var en arkitekt som från 1930-talet var verksam i Sverige. Han är far till arkitekten Ragnar Voigt.

## Utbildning och verksamhet
Han utbildade sig vid Tekniska högskolan i München, 1931–1933. Praktiserade vid ett bostadsbygge i Bukarest, Rumänien, 1934–1935 . Han utbildade sig till diplomarkitekt vid Eldgenössische Technische Hochschule i Zürich, Schweiz, 1935–1937. Voigt kom till Sverige och blev anställd hos arkitekten Cyrillus Johansson i Stockholm 1937. Anställd hos Arkitektkontor Helldén & Dranger 1937–1939 och hos Wolter Gahn, 1939. Sedan 1939 bedrev han egen verksamhet i Södertälje, FRIVAB Arkitektkontor AB, upplöst 1994. Voigt var Stadsplanearkitekt vid byggnadsnämnden i Örebro, hos stadsarkitekt Georg Arn 1939–1945. Han arbetade hos Sven Markelius vid stadsplanekontoret i Stockholm 1945–1948. 
Han blev Stadsplanearkitekt och chef för Stadsplanekontoret i Södertälje 1948–1962. Ett förslag till ny stadsplan lades fram 1952. Han var stadsarkitekt i Järna 1962–1964. Stadsarkitekt och stadsplanechef i Hultsfreds köping, 1964–1988.

## Verk i urval
- Bostadshöghus, Ribershus, Malmö.
- Stadsplaner Örebro.

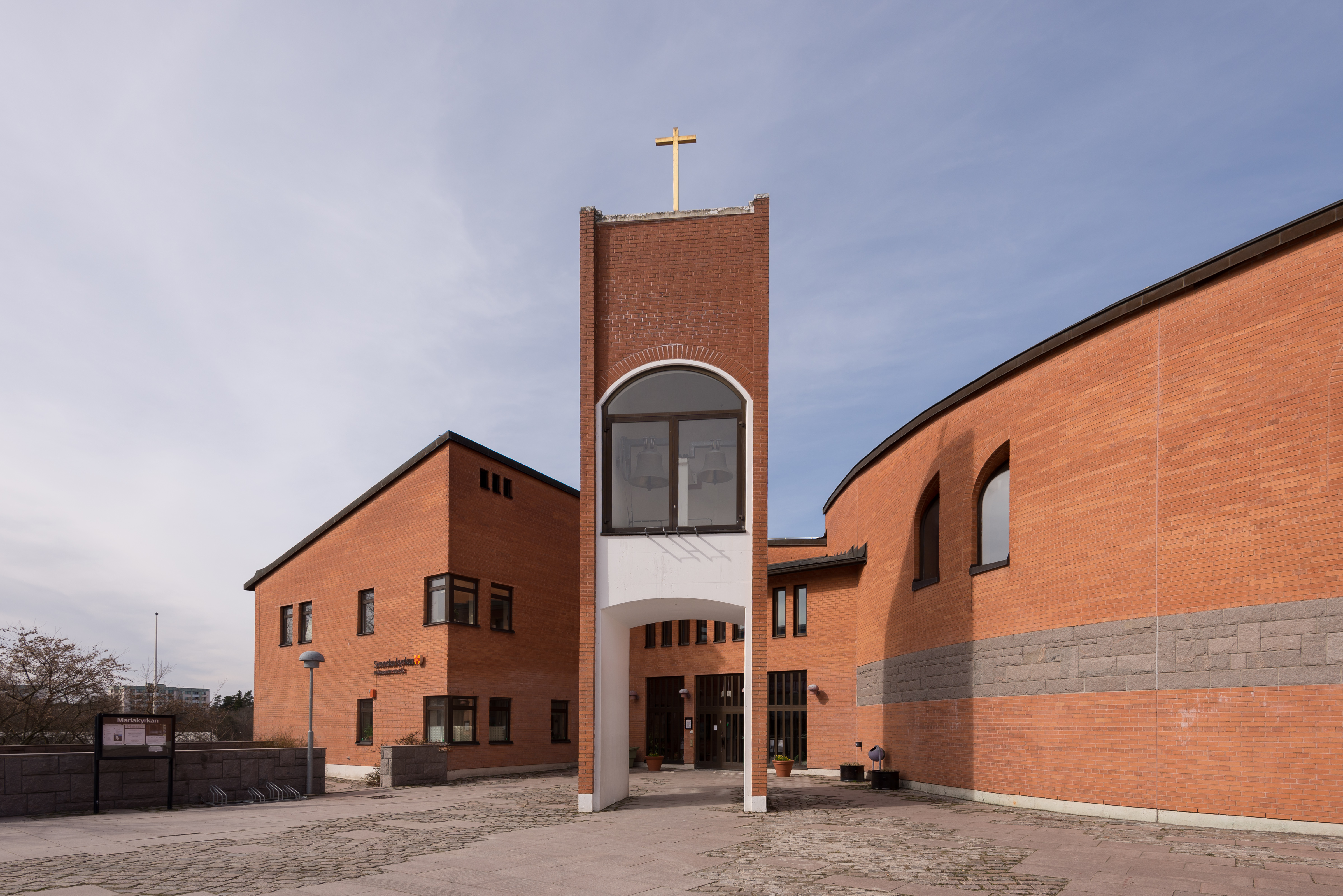
Mariakyrkan i Skogås, Huddinge kommun.

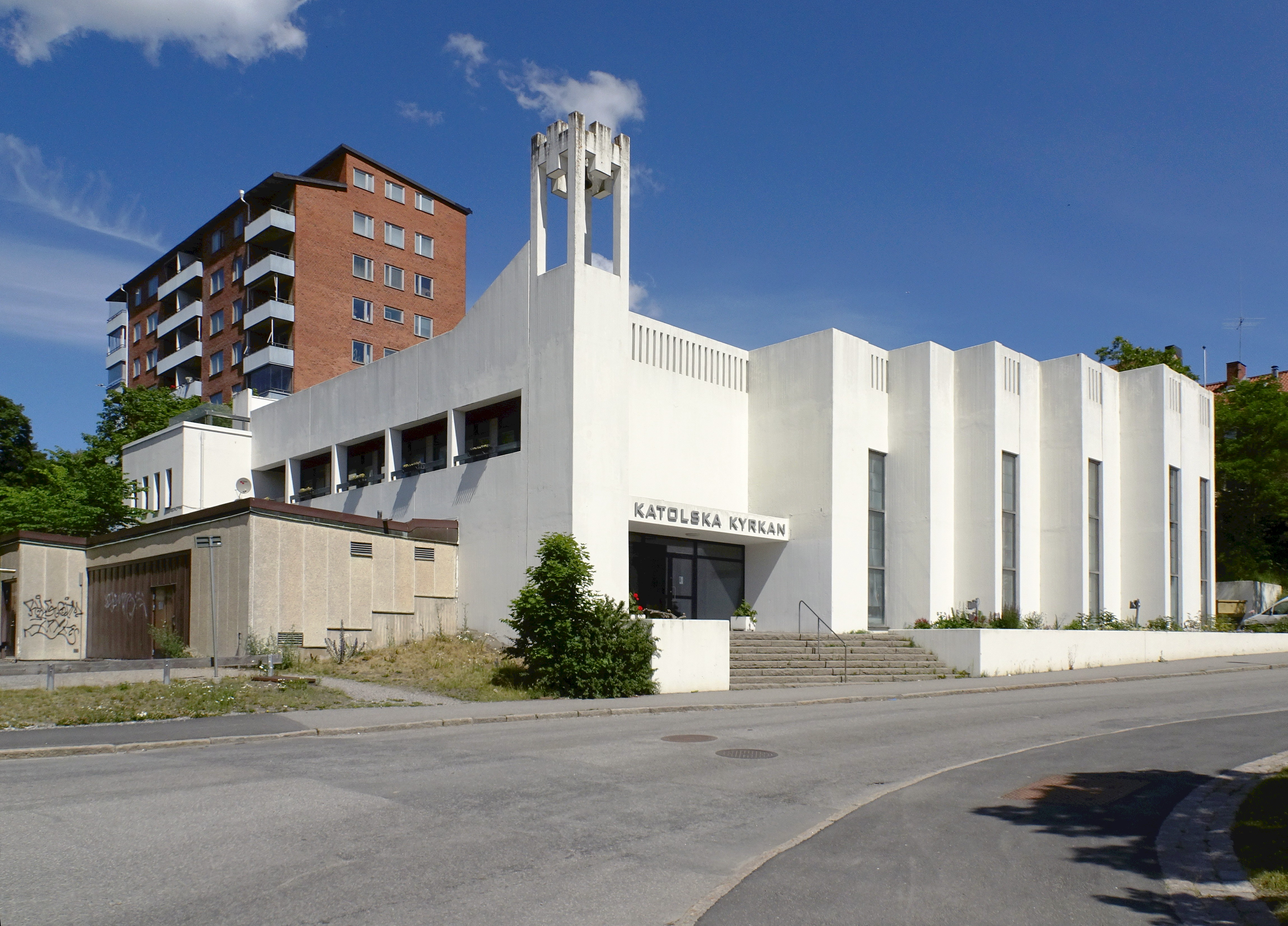
Sankt Ansgars kyrka, Södertälje.

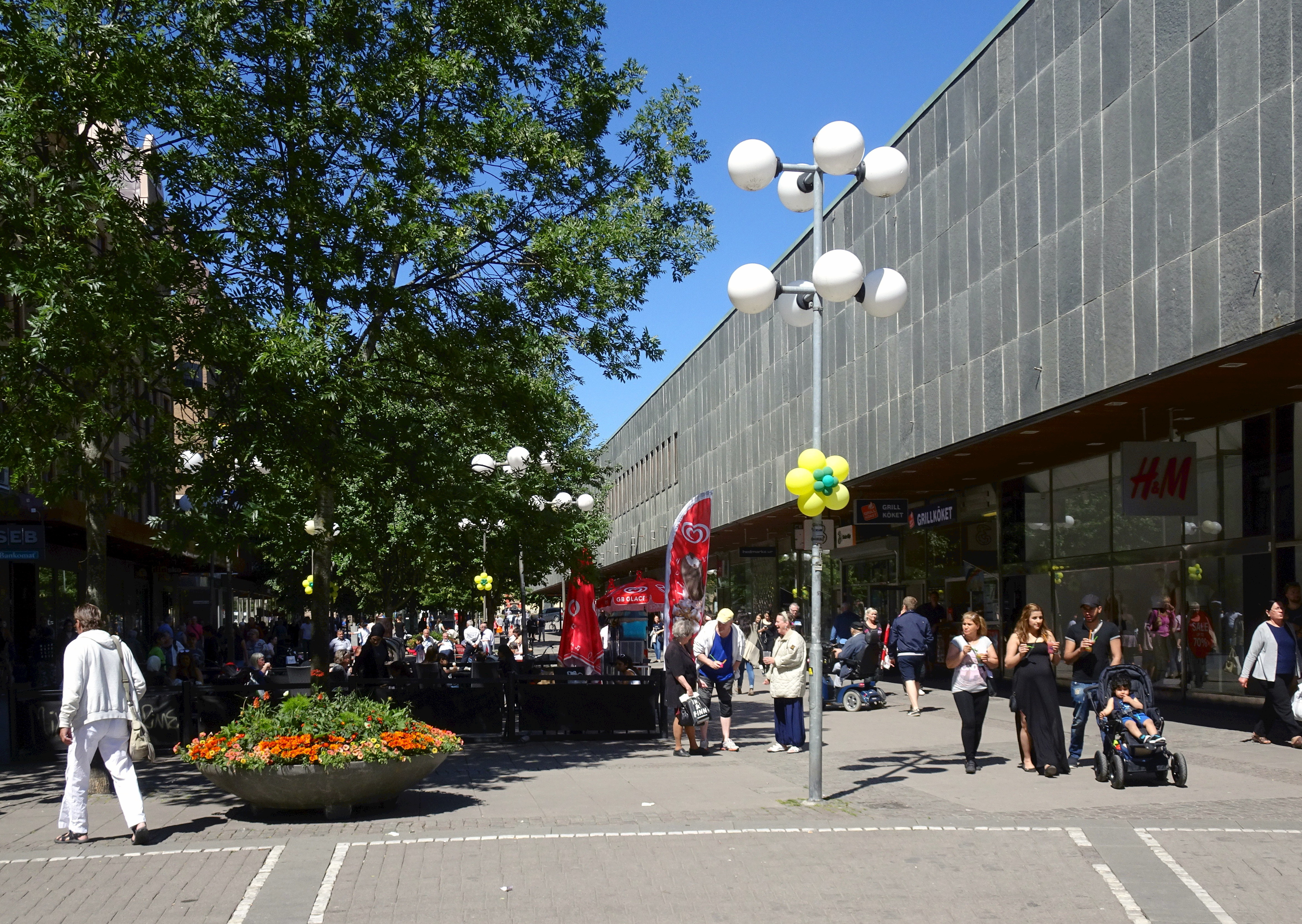
EPA-varuhus, Södertälje.

- Dispositionsplan Spånga-Hässelby-Blackeberg-Vällingby-Råcksta.
- Generalplan Södertälje.
- Generalplan Scania-Vabis.
- Saneringsplan Södertälje City.
- Bostadsområden Södertälje.
- Industri, Siporex, Södertälje.
- Scania karosserifabrik, Oskarshamn.
- Silverdalens pappersbruk, Hultsfreds kommun.
- Noack, Hultsfred.
- Ålderdomshem, Hultsfred.
- Råsebäcksskolan, Hultsfred.
- Lågstadieskola och vårdcentral, Virserum, Hultsfreds kommun.
- Folkets hus i Målilla, Småland.
- Pensionärshotell Morkullan, Södertälje.
- Friluftsmuseum Torekällberget, Södertälje.
- Bostads- och affärshus i kv Tellus (EPA-varuhus), Södertälje.
- Kommunöversikt, fördjupade översiktsplaner, Hultsfred.
- Centrumsanering, Hultsfred.
- Evangelisk stadsdelskyrka, Ronna, Södertälje.
- Baptistkyrkan och församlingshem, Södertälje.
- Katolsk Vårfrukyrka, Täby.
- Katolskt kyrkocentrum St Ansgar, Södertälje.
- Kyrkcentrum för Trångsund med evangeliska Mariakyrkan i Skogås / Huddinge med konstnärliga utsmyckningar och inredningar.